# Chalco de Díaz Covarrubias
Chalco de Díaz Covarrubias er en by i delstaten Edomex i Mexico. Byen er administrativt center for kommunen Chalco og den indgår i storbyområdet ZMCM. 2005 havde byen et indbyggertal på 144 311. Chalco de Díaz Covarrubias har fået sit navn opkaldt efter Juan Díaz Covarrubias.